# Arne Domnérus

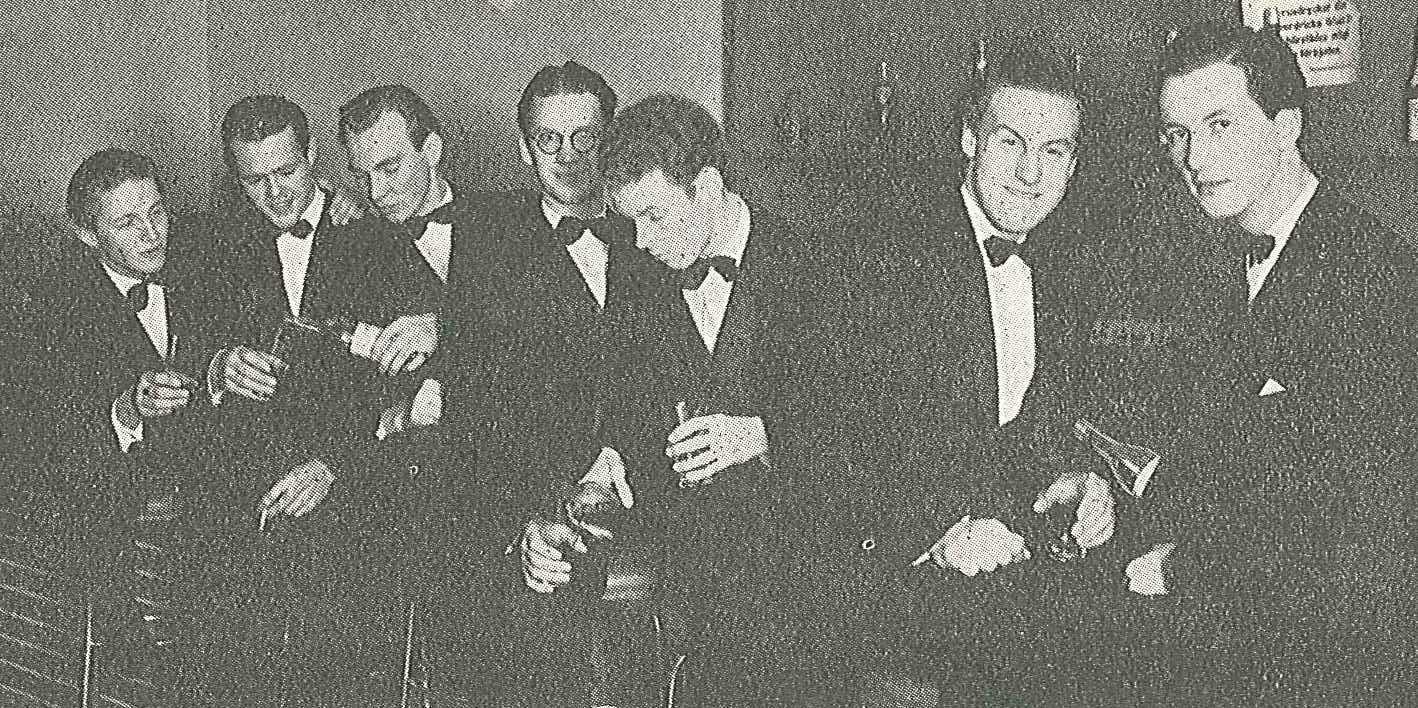
De izq. a der.: Tage Hansson, Göte Eriksson, Åke Nilsson, Arvid Sundin, Stig "Lalle" Johansson, Ernst Henning y Arne Domnérus

Arne Domnérus (20 de diciembre de 1924 – 2 de septiembre de 2008) fue un saxofonista y clarinetista de jazz de nacionalidad sueca, conocido por su apodo de Dompan.

## Biografía
Su nombre completo era Sven Arne Domnérus, y nació en Solna, Estocolmo (Suecia). Empezó a tocar el clarinete a los 11 años de edad, pero se pasó al saxofón cuando terminó sus estudios escolares y se hizo músico profesional. En 1949 tocó en el Festival de Jazz de París, y actuó junto a Charlie Parker cuando este hizo una gira por Suecia en 1950. Tres años más tarde grabó junto a los músicos estadounidenses James Moody, Art Farmer y Clifford Brown, de gira por Suecia. Domnérus trabajó con la Big Band de Sveriges Radio entre 1956 y 1965 como solista, y escribió para el cine y la televisión. También grabó en varias ocasiones a lo largo de su carrera junto a Bengt Hallberg y Lars Gullin. Junto a Bengt-Arne Wallin, Rolf Ericson y Åke Persson (los dos últimos antiguos miembros de la Orquesta de Duke Ellington), participó en talleres de jazz organizados para el Festival del Ruhr en Recklinghausen por Hans Gertberg y la emisora de radio de Hamburgo. También grabó varias veces con Quincy Jones en Suecia, y aparece en el tema 'The Midnight Sun Never Sets', compuesto y arreglado por Jones y grabado con la orquesta de Harry Arnold en 1958. 
Arne Domnérus, cuya salud declinó en sus últimos años forzándole a retirarse, falleció en Estocolmo en el año 2008.

## Premios
- 1955 : Premio Gyllene skivan por Rockin’ Chair
- 1967 : Premio Gyllene skivan por Mobil
- 1971 : Premio Grammisgalan, "Årets jazzproduktion" por Fancy
- 1978 : Premio Gyllene skivan por Duets for Duke (con Bengt Hallberg)
- 1988 : Beca Jan Johansson
- 1989 : Miembro número 867 de la Real Academia Sueca de Música
- 1994 : Medalla Illis Quorum
- 1999 : Premio Gyllene skivan por Face to Face (con Bernt Rosengren)
- 2000 : Premio Django d'Or, "Master of Jazz"
- 2002 : Litteris et Artibus
- 2003 : Medalla Promoför Tonkonstens Främjande[2]
- 2004 : Nombramiento de Profesor

## Discografía
- 1959 : When Lights Are Low. LP. Telefunken BLE 14120
- 1961 : Arne Domnérus. LP. Metronome MLP 15062
- 1961 : Come Listen with Me. LP. Telefunken : BLE 14179-P
- 1964 : Musik under stjärnorna. LP. RCA International Camden NL 40199
- 1970 : Fancy. LP. Gazell GMG-1219
- 1971 : Dedikation. LP. Megafon MFLP S 17
- 1972 : Dialog. Arne Domnérus & Rune Gustafsson. LP. Megafon MFLP S 19
- 1972 : I Let a Song Go Out. LP. RCA Victor LSA 3128
- 1973 : Scandinavian Design. LP. RCA YSPL1-587
- 1974 : Svarta får. Arne Domnérus & Rune Gustafsson. LP. Sonet SLP 2559
- 1975 : Come Sunday. Storkyrkans kör & Arne Domnérus jazzgrupp. LP
- 1975 : I'll Be Seeing You. Arne Domnerus and his Big Band.  LP. RCA International YSJL 1-565
- 1975 : Antiphone Blues. Arne Domnérus & Gustaf Sjökvist (orgel). LP
- 1975 : Reflexioner. Filharmonins blåsarkvintett, Stockholm & Arne Domnérus sextett. LP. Megafon MFLP S 23
- 1975 : We Love You Madly. LP. Philips 6316 057
- 1975 : Sabra. LP. RCA YSPL1-571
- 1976 : Hällristningar. Gustaf Sjökvist & Arne Domnerus jazzgrupp. LP
- 1976 : Arne Domnérus spelar Povel Ramel. LP. Sonet SLP-2578
- 1976 : Jazz at the Pawnshop. 2. LP. Proprius PROP 9544
- 1976 : Good Vibes. Arne Domnérus' Group featuring Lars Erstrand. LP. Proprius PROP 9558
- 1977 : Jazz i kyrkan. LP. Sonet : SLP 2587
- 1977 : Vi äro musikanter. En musikalisk kabaret av Björn Barlach och Åke Cato. LP. Sonet SLP 2597
- 1978 : Ja, vi älskar. Arne Domnérus sekstett. LP. Zarepta ZA 36010
- 1978 : Duets for Duke. Arne Domnérus & Bengt Hallberg. LP. Sonet SLP 2618
- 1979 : Raptous Reeds. Arne Domnérus & Bob Wilber. LP. Phontastic PHONT 7517
- 1979 : Downtown Meeting. LP. Phontastic PHONT 7518
- 1979 : Vårat gäng. LP. Sonet SLP 2647
- 1979 : The Sheik. Jimmy Rowles & Arne Domnérus Kvintett. LP. Four Leaf Clover FLC 5038
- 1980 : Bröst-toner. LP. Four Leaf Clover FLC 5040
- 1980 : A.D. 1980. LP. Phontastic PHONT 7529
- 1981 : Duke's Melody. LP. Phontastic PHONT 7533
- 1981 : Svenska truddelutter. LP. Phontastic PHONT 7534
- 1981 : Fragment. LP. Phontastic PHONT 7536
- 1981 : Evergreens from Kanaan. Arne Domnérus Kvartett. LP. Phontastic PHONT 7539
- 1982 : Blue and Yellow. A Swedish Rhapsody. LP. Phontastic PHONT 7538
- 1983 : Conversation. LP. Polar POLS 368
- 1983 : Skyline Drive. Arne Domnérus, Bengt Hallberg and The Swedamerican All Stars featuring Benny Carter. LP. Phontastic PHONT 7540
- 1985 : Portrait of Porter. LP. Phontastic PHONT 7561
- 1987 : Blåtoner fra Troldhaugen. Fritt efter Edvard Grieg.  Arne Domnérus kvartett. CD. Kirkelig kulturverksted FXCD 65
- 1988 : Secret Love. A Playroom for Jazz. LP. Beaver BRLP 007
- 1990 : When Lights Are Low. CD. Salut SALP 8434
- 1990 : Dompan At The Savoy. Arne Domnérus Quartet featuring Ulf Johansson. CD. Phontastic PHONT NCD 8806
- 1991 : Sketches of Standards. CD. Arne Domnérus & Rune Gustafsson. CD. Proprius PRCD 9036
- 1992 : Hot Hats Including Fats. A Tribute to Fats Waller and His Rhythm. CD. Phontastic PHONT NCD 8812
- 1993 : Sugar Fingers. Arne Domnérus Quartet with Jan Lundgren at the piano and featuring Lars Erstrand. CD. Phontastic PHONT NCD 8831
- 1994 : Får jag lov... eller ska vi dansa först. CD. Gazell GAFCD-1042
- 1994 : Arne Domnérus Sextet in concert with Bengt Hallberg & Rolf Ericson. CD. Phontastic PHONT CD 9303
- 1994 : Innerlig - Heartfelt. Traditionals, Jazz and Classics. CD. Proprius PRCD 9110
- 1995 : Black Beauty. Joya Sherril sings. Arne Domnérus & friends play with the Duke in mind. CD. Phontastic PHONTNCD 8834
- 1995 : Live Is Life. Arne Domnérus and friends. CD. Proprius PRCD 9142
- 1997 : Arne Domnérus Septet in Concert. CD. Caprice CAP 21526
- 1997 : Easy Going. Arne Domnérus Quartet featuring Jan Lundgren. CD. Gazell GAFCD-1041
- 1998 : A Little Bossa Nova. Arne Domnérus And His Bossa Orchestra. CD. Gazell GAFCD-1043
- 1999 : Face to Face. Arne Domnérus & Bernt Rosengren. CD. Dragon DRCD 344
- 2001 : Dompan! The Arne Domnérus Quartet. CD. Fresh Sound : FSR 5032
- 2004 : What Kind of Fool Am I. CD. Ladybird Productions LBCD 80
- 2005 : Ett dagsverke. Borås läroverk måndag den 21 oktober 1963. CD. Gazell GAFCD-1089

## Filmografía (selección)
- 1949 : Kvinnan som försvann
- 1955 : Danssalongen